# ジャック・ロドウェル
ジャック・クリスティアン・ロドウェル（Jack Christian Rodwell, 1991年3月11日 - ）は、イングランド・マージーサイド州サウスポート出身のサッカー選手。シドニーFC所属。ポジションはミッドフィールダー、ディフェンダー。

## 経歴

### クラブ
15歳の時にエヴァートンFCのリザーブチームでデビュー。その翌年、UEFAカップのAZアルクマール戦で16歳と284日でトップチームデビューを飾り、エヴァートンFCの欧州戦におけるクラブ最年少出場記録をマークした。
プレミアデビューはその翌年、2007-08シーズン第29節の対サンダーランドAFC戦。後半42分にティム・ケーヒルに代わって出場し、勝利に貢献した。
2008-09シーズンはまさに飛躍の年となった。開幕戦のブラックバーン・ローヴァーズFC戦ではスタメン出場、同年のFAカップ5回戦、対アストン・ヴィラFC戦では貴重な先制ゴールを挙げるなどの活躍を見せた。2009年2月20日、エヴァートンFCとの5年契約にサインした。
2012年8月12日、マンチェスター・シティFCとの5年契約にサインした。
2014年8月5日、出場機会を求めてサンダーランドAFCに5年契約で移籍した。
2018年8月23日、ブラックバーン・ローヴァーズFCに移籍した。
2020年1月3日、シェフィールド・ユナイテッドFCと2019-20シーズン終了までの契約を結んだ。8月23日に契約を1年延長したが、ブレイズでは19-20シーズンにリーグ戦1試合とFAカップ1試合の出場に留まり、20-21シーズンは出場機会がなかった。2020-21シーズン終了後に退団。
2021年11月18日、オーストラリアAリーグ・メンのウェスタン・シドニー・ワンダラーズFCに1年契約で加入。

### 代表
イングランド代表としてU-19代表に招集されキャプテンも務めた。2009年4月からはU-21代表に招集されている。UEFA U-21欧州選手権2009、UEFA U-21欧州選手権2011に出場した。

## 個人成績
| クラブ                 | シーズン | リーグ             | リーグ | リーグ | FAカップ | FAカップ | リーグカップ | リーグカップ | 国際大会 | 国際大会 | 合計 | 合計 |
| クラブ                 | シーズン | リーグ             | 出場   | 得点   | 出場     | 得点     | 出場         | 得点         | 出場     | 得点     | 出場 | 得点 |
| ---------------------- | -------- | ------------------ | ------ | ------ | -------- | -------- | ------------ | ------------ | -------- | -------- | ---- | ---- |
| エヴァートン           | 2007-08  | プレミアリーグ     | 2      | 0      | 0        | 0        | 0            | 0            | 1        | 0        | 3    | 0    |
| エヴァートン           | 2008-09  | プレミアリーグ     | 19     | 0      | 5        | 1        | 1            | 0            | 0        | 0        | 25   | 1    |
| エヴァートン           | 2009-10  | プレミアリーグ     | 26     | 2      | 0        | 0        | 2            | 0            | 8        | 2        | 36   | 4    |
| エヴァートン           | 2010-11  | プレミアリーグ     | 24     | 0      | 3        | 0        | 1            | 1            | —        | —        | 28   | 1    |
| エヴァートン           | 2011-12  | プレミアリーグ     | 14     | 2      | 0        | 0        | 3            | 0            | —        | —        | 17   | 2    |
| マンチェスター・シティ | 2012-13  | プレミアリーグ     | 11     | 2      | 3        | 0        | 0            | 0            | 1        | 0        | 15   | 2    |
| マンチェスター・シティ | 2013-14  | プレミアリーグ     | 5      | 0      | 1        | 0        | 3            | 0            | 1        | 0        | 10   | 0    |
| サンダーランド         | 2014-15  | プレミアリーグ     | 23     | 3      | 2        | 0        | 1            | 0            | —        | —        | 26   | 3    |
| サンダーランド         | 2015-16  | プレミアリーグ     | 22     | 1      | 0        | 0        | 2            | 2            | —        | —        | 24   | 3    |
| サンダーランド         | 2016-17  | プレミアリーグ     | 20     | 0      | 1        | 0        | 2            | 0            | —        | —        | 23   | 0    |
| サンダーランド         | 2017-18  | チャンピオンシップ | 2      | 1      | 0        | 0        | 1            | 0            | —        | —        | 3    | 1    |

## タイトル
マンチェスター・シティFC
- プレミアリーグ 2013-14
- フットボールリーグカップ 2013-14
- FAコミュニティ・シールド 2012